# Giovanni di Cecco
Giovanni di Cecco (...) è uno scultore e architetto italiano attivo in particolare nella regione di Siena nel XIV secolo.

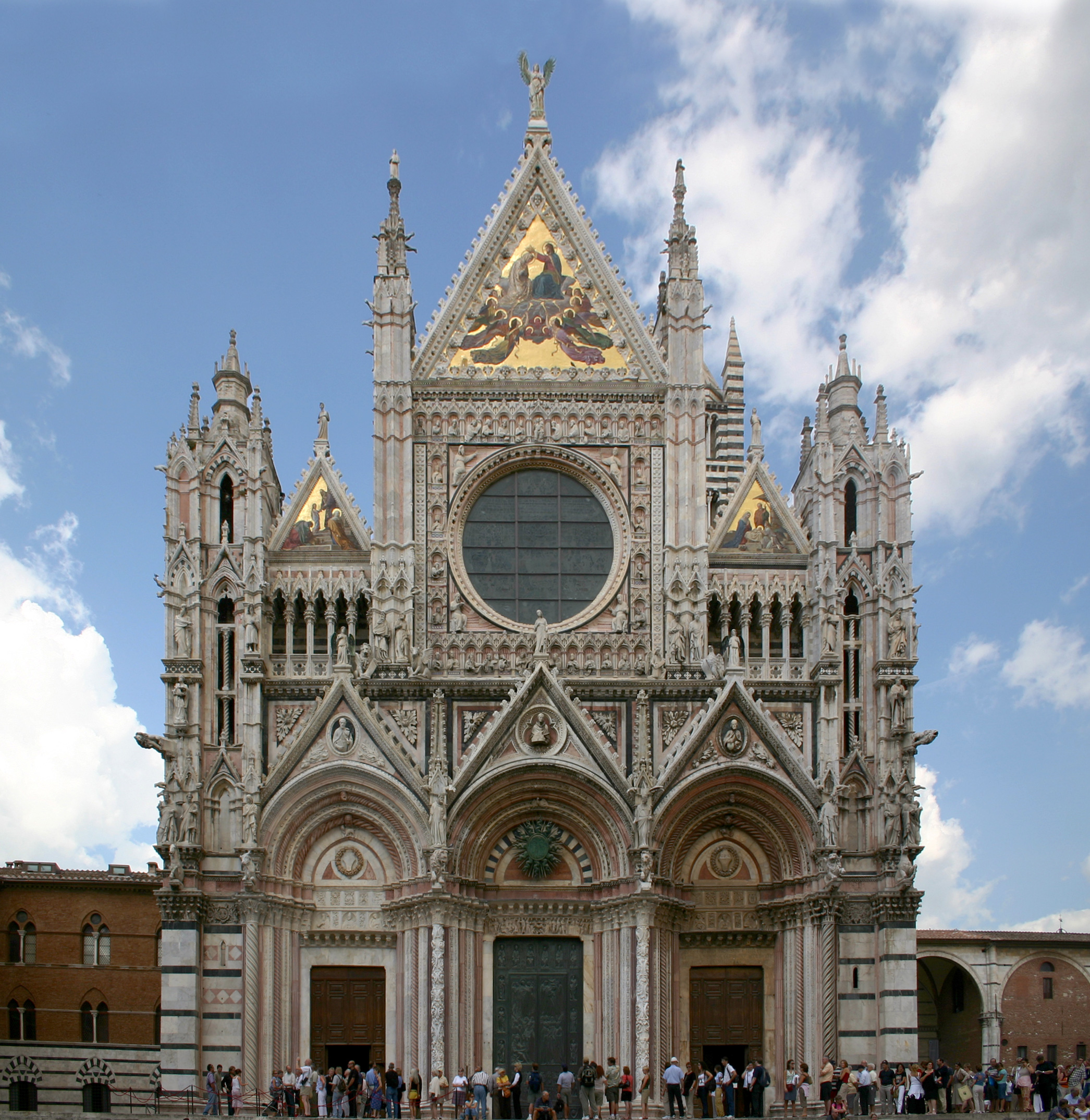
Cattedrale di Siena

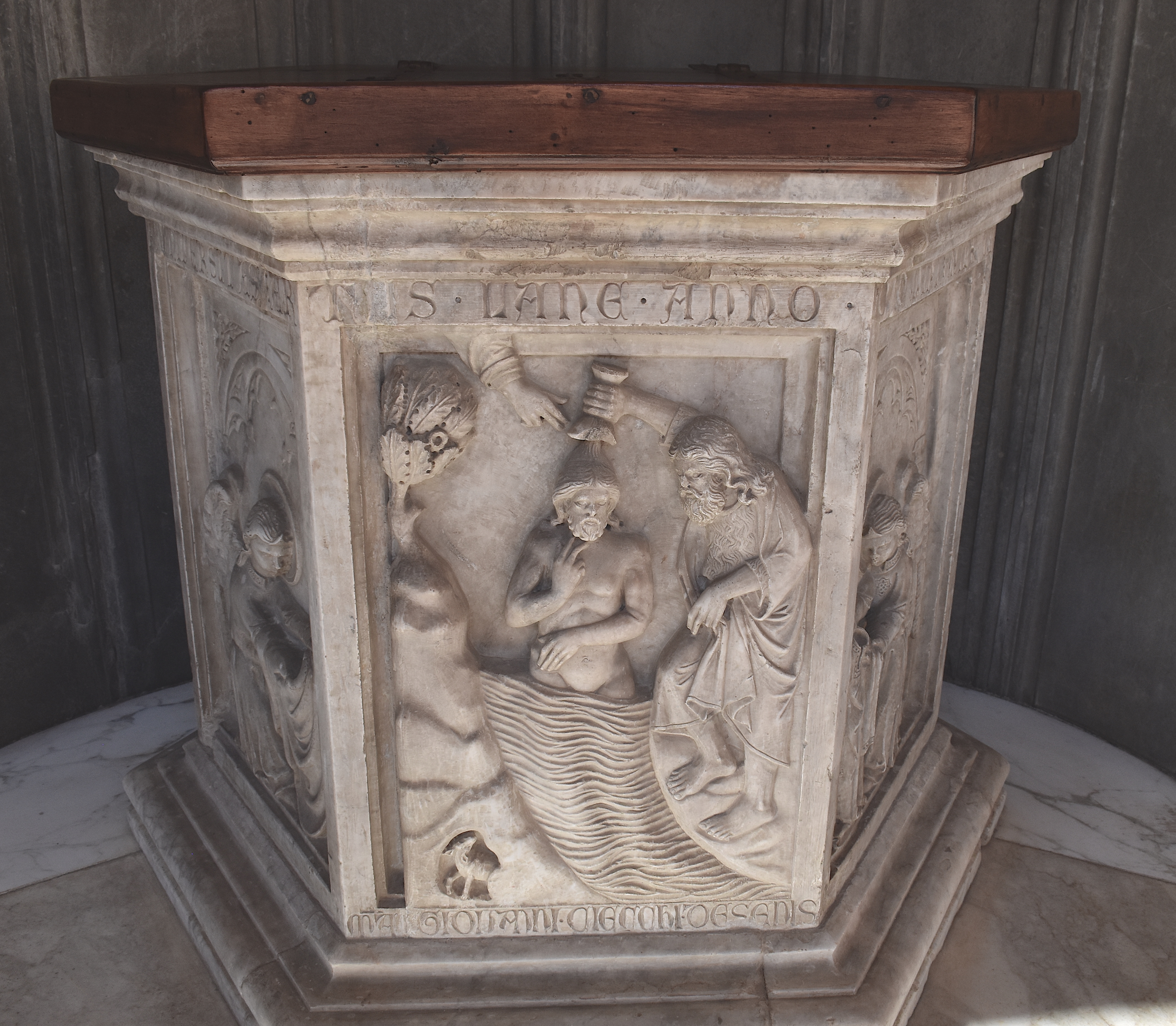
Battesimo di Cristo, San Gimignano

Giovanni di Cecco è conosciuto per il suo lavoro sulla facciata della Duomo di Siena, la cui parte inferiore è stata disegnata da Giovanni Pisano e quella superiore da Camaino di Crescentino, con i lavori che finirono in stallo nel 1317. Giovanni di Cecco sembra aver assunto la direzione dei lavori a metà del XIV secolo, ma la data è incerta. La facciata fu completata intorno al 1370. Giovanni di Cecco sembra aver modificato i disegni dei suoi predecessori per creare un aspetto più gotico, con timpani e pinnacoli alti, ed altre influenze del Duomo di Orvieto.
Come scultore Giovanni di Cecco ha realizzato il fonte battesimale della collegiata di Santa Maria Assunta a San Gimignano, esagonale con pannelli intagliati, di cui quello centrale è il Battesimo di Gesù. L'opera è firmata e datata, ed è stato commissionato dalla Gilda dei lavoratori della lana. Si trova in una loggia aperta accanto alla chiesa, sotto un affresco dell'Annunciazione di Sebastiano Mainardi.